# Fernand Mathieu
Fernand Victor Joseph Mathieu (Namen, 24 februari 1885 - 30 juni 1959) was een Belgisch volksvertegenwoordiger.

## Levensloop
Beroepshalve handelaar, werd Mathieu in 1921 verkozen tot gemeenteraadslid en schepen van Namen en bleef dit tot in 1932.
In 1929 werd hij verkozen tot katholiek volksvertegenwoordiger voor het arrondissement Namen en vervulde dit mandaat tot in 1936.